# Скшидльна
Скшидльна (пол. Skrzydlna) — село в Польщі, у гміні Добра Лімановського повіту Малопольського воєводства.
Населення — 1059 осіб (2011).
У 1975-1998 роках село належало до Новосондецького воєводства.

## Демографія
Демографічна структура станом на 31 березня 2011 року:
|          | Загалом | Допрацездатний вік | Працездатний вік | Постпрацездатний вік |
| -------- | ------- | ------------------ | ---------------- | -------------------- |
| Чоловіки | 516     | 103                | 356              | 57                   |
| Жінки    | 543     | 112                | 313              | 118                  |
| Разом    | 1059    | 215                | 669              | 175                  |